# スティーブン・ブライヤー
スティーブン・ブライヤー（英語: Stephen Breyer、1938年8月15日 - ）は合衆国最高裁判所の元陪席判事。ハーバード・ロー・スクールでは1967年から1994年までの間に教員、助教授、教授を歴任した。最高裁判所でのブライヤーはリベラルな判断をくだす傾向があった。
1994年8月にハリー・ブラックマン陪席判事が退官したことに伴いビル・クリントン大統領がブライヤーを同職へ指名した。この人事案は1994年8月のアメリカ合衆国上院の本会議において87対9の採決で承認を受け、ブライヤーは宣誓を経て就任した。
2022年1月ブライヤーが退任を予定していることが分かり、6月に退任した。

## 来歴
ブライヤーはカリフォルニア州・サンフランシスコで父アービング・ブライヤーと母アンネ・ロバーツとの間に生まれた。父親はサンフランシスコ市の教育委員会で法律顧問を務めていた。
スタンフォード大学とオックスフォード大学モードリン・カレッジを卒業し、ハーバード大学ロースクールを修了した。
ロースクール修了後の1964年ブライヤーは連邦最高裁のゴールドバーグ判事の下でロー・クラークとして働いた。1965年から1967年までは独占禁止法問題に関する司法長官の特別補佐として働いたあと1973年にはウォーターゲート事件の特別検察班の特別検察官補佐を務めた。
また1967年からはハーバード・ロースクールで教鞭を取り行政法を教えていた。
1980年にジミー・カーター大統領（当時）によって第1巡回区連邦控訴裁判所判事に指名され、裁判官としてのキャリアをスタート。1990年からは第1巡回区連邦控訴裁判所長官を務めた。
1994年5月13日にビル・クリントン大統領によって引退を発表したハリー・ブラックマン判事の後任に指名された。1994年8月3日のアメリカ合衆国上院の本会議において87対9の採決で承認を受け、連邦最高裁判所陪席判事に就任した。
2021年、ジョー・バイデンが大統領が就任すると、民主党内からトランプ大統領時代に増えた保守派判事に対抗するためにリベラル派判事の若返りを求める声が強まった。アレクサンドリア・オカシオ＝コルテス議員など先進派の議員が公にブライヤーの退任を求めたほか、ワシントンD.C.ではロビー団体が「ブライヤーは辞任を」と書かれた車で街宣する光景もみられ、ブライヤーが自らの意思を表明する前から2022年6月頃の退任が既定路線となった。2022年2月25日、バイデン大統領はブライヤーの後任として、ケタンジ・ブラウン・ジャクソン連邦高等裁判所判事を指名した。

## 判決の傾向
スカリアやトーマスの「原意主義」（合衆国憲法の意味は時代にともない変化することはないという法哲学）に対抗し、憲法は時代の要請に従って柔軟に解釈すべきだとする。

## 内部リンク
- 航空規制緩和法